# ファースト・ルック・スタジオ
ファースト・ルック・スタジオ (First Look Studios) は、独立系のアメリカ合衆国の映画スタジオ。主に映画やテレビ番組のホームビデオをリリースしている。
この会社は2006年3月21日に倒産したヴェンチュラ・ディストリビューション（Ventura Distribution）の子会社でもあった。
2010年末、ファースト・ルック・スタジオは操業を停止し、破産申請した。その後すべての資産は、2010年11月10日からインディーズ映画の配給を行うミレニアム・エンタテインメントが受け継いだ。

## 映画
- ファイナル・デッド The Breed
- スキヤキ・ウェスタン・ジャンゴ Sukiyaki Western Django
- All About You
- w:Steve Baldersonの Firecracker
- アメリカン・クライム An American Crime
- Aqua Teen Hunger Force Colon Movie Film for Theaters
- Dedication
- インフィニティ/無限の愛 Infinity
- パリ、ジュテーム Paris, je t'aime
- Smiley Face
- ザ・ボルケーノ The Volcano Disaster (Volcano: Nature Unleashedとも)
- A Little Trip to Heaven
- デイ・ゼロ Day Zero
- エージェント・オブ・ウォー War, Inc.
- A Guide to Recognizing Your Saints
- 暴走特急 シベリアン・エクスプレス Transsiberian
- 幸せのセラピー Meet Bill
- メイヤー・オブ・サンセット・ストリップ Mayor of the Sunset Strip
- バッド・ルーテナント Bad Lieutenant: Port of Call New Orleans
- ベルベット・スパイダー Stiletto

## テレビ番組
- A Different World
- ベイウォッチ  Baywatch (かつて版権を所持していたが、現在は手放している。)
- コスビー・ショー The Cosby Show
- Unsolved Mysteries

## 配信
- UFC
- Video Asia